# Mixomyrophis
Mixomyrophis – rodzaj ryb promieniopłetwych z podrodziny Myrophinae w obrębie rodziny żmijakowatych (Ophichthidae).

## Rozmieszczenie geograficzne
Do rodzaju należą gatunki występujące w wodach zachodniego Oceanu Atlantyckiego i północnego Morza Czerwonego.

## Morfologia
Długość ciała do 7,7 cm.

## Systematyka
Rodzaj zdefiniował w 1985 roku amerykański ichtiolog John E. McCosker w artykule poświęconym dwóm nowym rodzajom i dwóm nowym gatunkom żmijakowatych z zachodniego Oceanu Atlantyckiego, opublikowanym w czasopiśmie Proceedings of the California Academy of Sciences. Gatunkiem typowym jest (oryginalne oznaczenie (również monotypowe)) M. pusillipinna.

### Etymologia
Mixomyrophis: gr. μιξις mixis ‘mieszanie’; rodzaj Myrophis Lütken, 1852.

### Podział systematyczny
Do rodzaju należą następujące gatunki:
- Mixomyrophis longidorsalis Hibino, Kimura & Golani, 2014
- Mixomyrophis pusillipinna McCosker, 1985